# Estação Departamental
A Estação Departamental é uma das estações do Metrô de Santiago, situada em Santiago, entre a Estação Lo Vial e a Estação Ciudad del Niño. Faz parte da Linha 2.
Foi inaugurada em 21 de dezembro de 1978. Localiza-se no cruzamento da Gran Avenida com a Rua 1. Atende a comuna de San Miguel.